# Óváry Artúr
Óváry Artúr, régies írásmóddal Óváry Arthur, teljes születési nevén Óváry Artur István (Budapest, 1884. július 24. – Budapest, 1962. június 29.) magyar építész.

## Élete

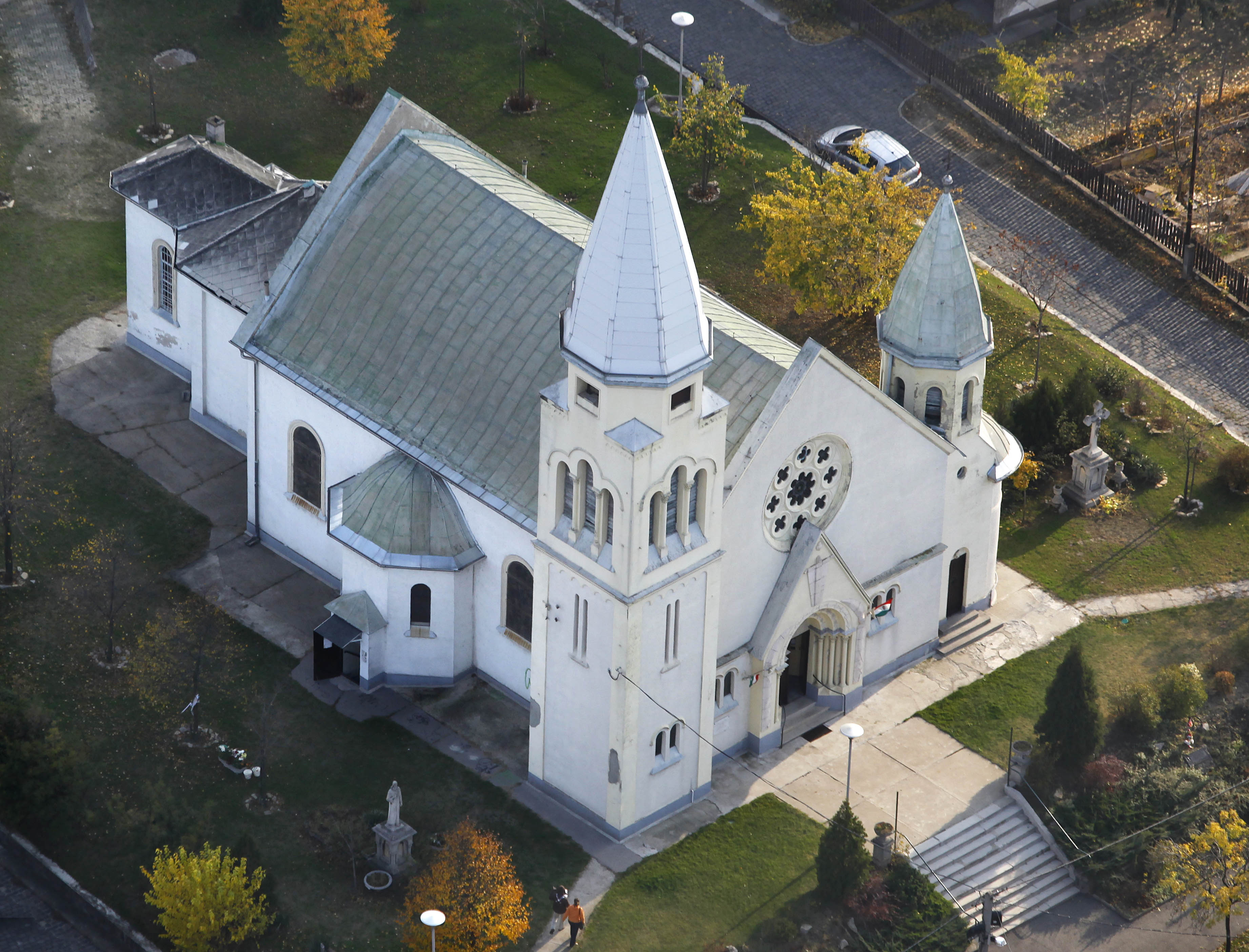
Kossuthfalvai Szent Lajos plébániatemplom (felülnézet)

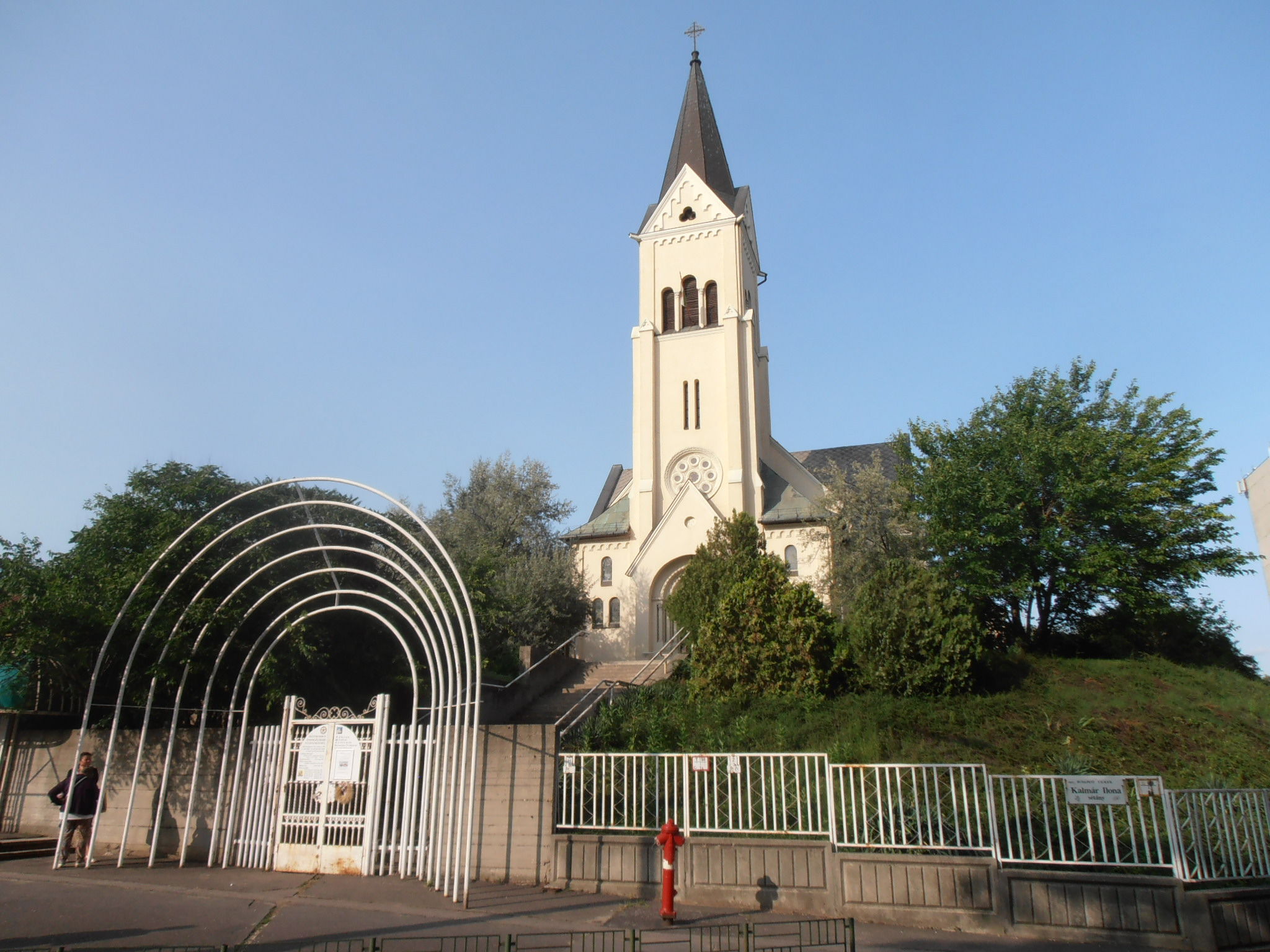
Pesterzsébeti evangélikus templom

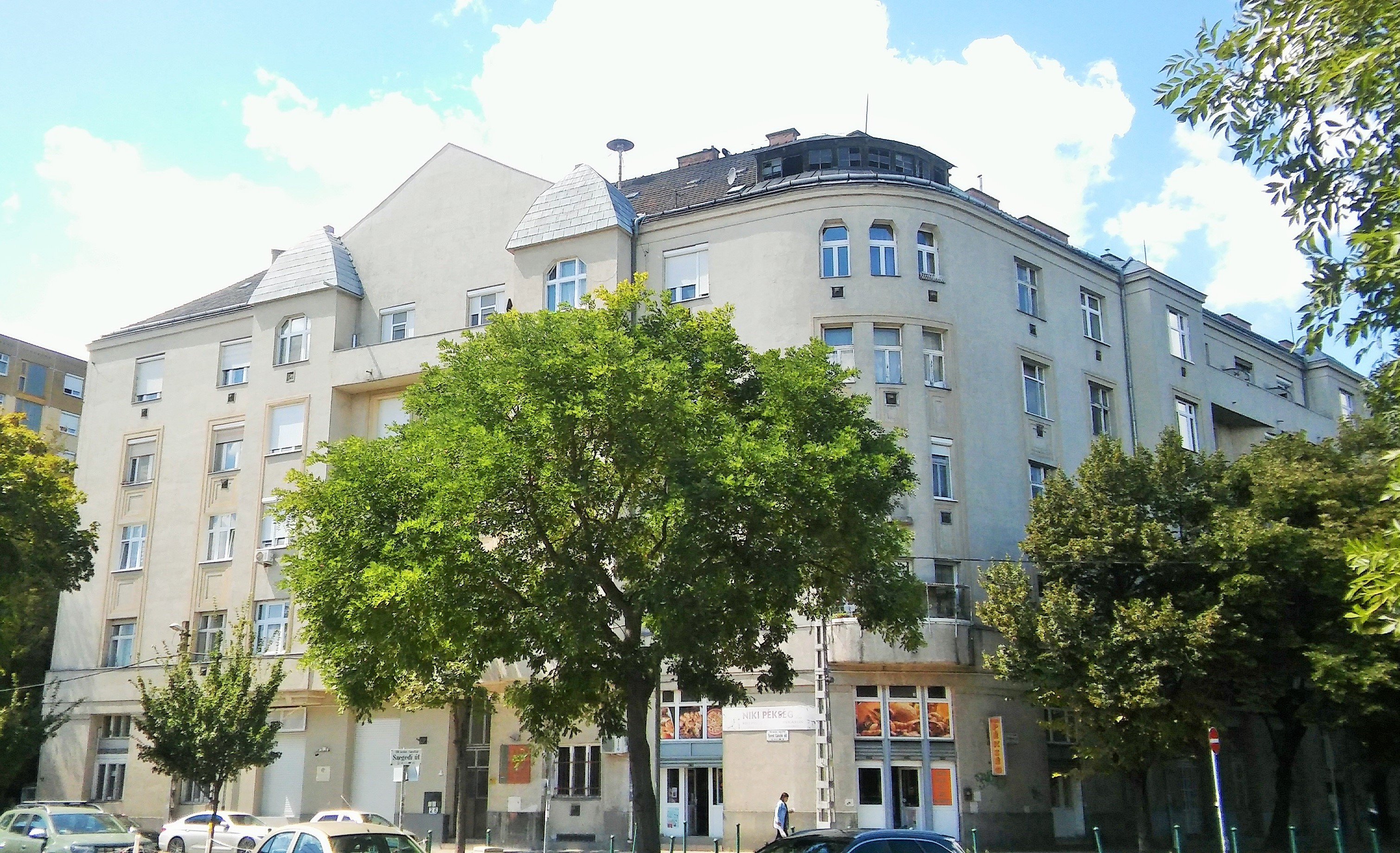
A Szent László Társulat székháza és imaháza

Szülei Óváry Antal és Sylvester Dorottya. A 20. század első felében működött. Több templomot tervezett Budapesten és vidéken. A pesterzsébeti Szent Lajos római katolikus templom neogótikus megoldása az itáliai és a spanyol előképeket idézi. Az ő munkája Pesterzsébet evangélikus temploma, de tervezett templomokat Dömsödön és Orgoványban is.
Jelentős alkotása a Szent László Társulat angyalföldi székháza. A nagy méretű épületre (a környék egyetlen korabeli 4 emeletes épülete) eredetileg gazdag szecessziós terveket készített Óváry, de az végül leegyszerűsítve, minimális díszítéssel épült fel. 1939-túl kultúrházként működött.
A pesterzsébeti temetőben helyezték nyugalomra (2/1-es parcella). Felesége Urbán Stefánia volt, akivel 1912-ben Budapesten kötött házasságot.

## Ismert épületei
- 1912: a Szent László Társulat székháza és imaháza, Budapest, Szent László utca 26.[2] (díszeitől megfosztott állapotban)
- 1925: Mártonfy villa, Budapest, Mártonfy utca 29.[6]
- 1926: Pesterzsébeti evangélikus templom, Budapest, Pesterzsébet, Ady Endre u. 89.[7]
- 1928: Szent Márton templom, Dömsöd[8] (a tervezett harangtorony nem készült el)[9]
- 1926–1930: Kossuthfalvai Szent Lajos plébániatemplom, Budapest, Pesterzsébet, Szent Lajos tér 1.[4][10]
- 1931: villaépület, Budapest, Pesterzsébet, Alkotmány u. 41.[4]
- 1942–1958: római katolikus templom, Orgovány[11]
- ?: lakóház, Budapest, Pesterzsébet, Kossuth Lajos utca 18.[4][12]

## Emlékezete
- A pesterzsébeti Kossuth Lajos utca 18. számú házon emléktábla hirdeti nevét.[12]
- Munkásságáról Óváry Arthur: Pesterzsébeti építész munkássága és élete címmel DVD készült.[13]